# Claude Fossoux
Claude Fossoux, né en 1946 à Paris, est un peintre et lithographe français.

## Biographie
Claude Fossoux est né en 1946 à Paris. Il décide de peindre dès l'enfance à l'école. Claude Fossoux expose régulièrement ses œuvres à Paris et également à New York et Chicago. Il peint surtout des jeunes femmes élégantes, dans des poses informelles étonnantes, ou dans des champs remplis de fleurs.